# Shankha Ghosh
Shankha Ghosh, właśc. Chittapriyo Ghosh, ps. Kuntak (ur. 5 lutego 1932 w Chandpur, zm. 21 kwietnia 2021 w Kolkacie) – indyjski poeta i krytyk.
Uczęszczał do Bangabasi College i City College, studiował na Jadavpur University.
Zmarł 21 kwietnia 2021 w swoim domu w Kolkacie na chorobę COVID-19.

## Prace
- Dinguli Raatguli
- Nihito Patal Saya
- Pajore Darer Sabdo
- Jol e Pasan hoye ache
- Dhum legeche rith kamole
- Gota desh jora joughar
- Proti prosne kepe othe vite
- Hashi khushi mukhe sarbonash
- Adim lata-gulmomay
- Murkha baro, samajik nay
- Kabir abhipray
- Mukh dheke jay bigyapane
- Babarer prarthana
- Seria Neel Manush